# 50 Words for Snow
50 Words For Snow  è il decimo album della cantante britannica Kate Bush, pubblicato il 21 novembre del 2011.

## Descrizione
Da come si evince dal titolo, l'album è completamente incentrato sul tema della neve. L'album è composto da 7 canzoni e ha una durata di 65 minuti. L'unico singolo estratto è Wild Man. Nella canzone Snowed in at Wheeler Street l'artista duetta con Elton John.

## Tracce
1. Snowflake – 9:48
2. Lake Tahoe – 11:08
3. Misty – 13:32
4. Wild Man – 7:17
5. Snowed in at Wheeler Street – 8:05
6. 50 Words for Snow – 8:31
7. Among Angels – 6:49